# Pantà
|  | Aquest article tracta sobre Sector de terreny planer cobert per un mantell d'aigües estancades i poc profundes. Vegeu-ne altres significats a «Embassament». |

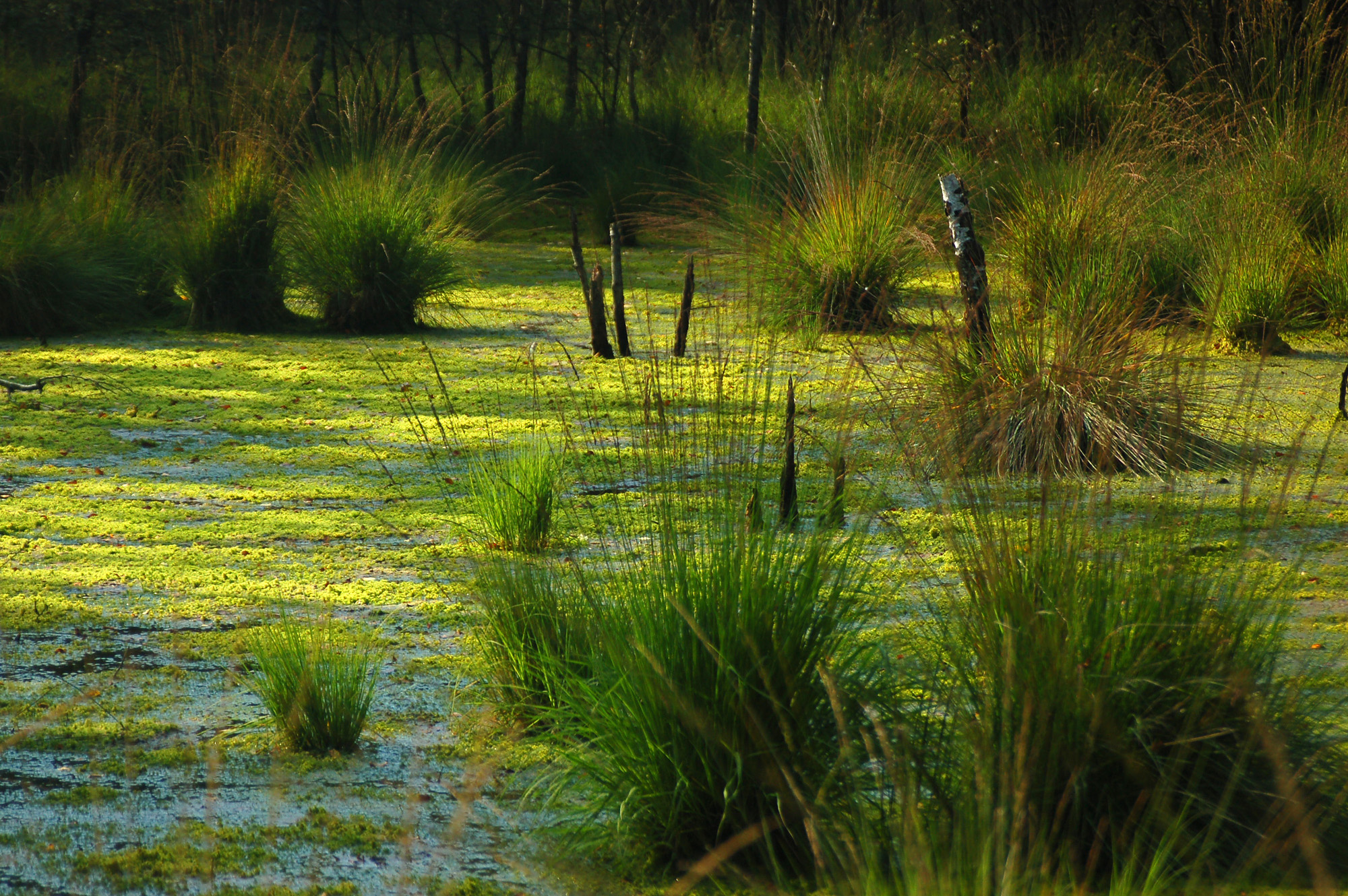
Lütt-Witt Moor, un pantà a Schleswig-Holstein, a l'Alemanya septentrional.

Un pantà (geomorfologia, hidrografia) és una àrea de terreny planera impermeable o inundable, coberta per una làmina d'aigües estancades i poc profundes, normalment fangoses i amb abundant matèria orgànica,
Els pantans es formen a prop de les àrees costaneres o en conques interiors poc drenades. Els pantans són indrets on hi alterna la vegetació herbàcia i arbòria.

### Etimologia
El terme pantà deriva de l'italià pantano, d’origen incert, probablement preromà i possiblement procedent de l'antic topònim llatí: Pantanus, (llac de Lesina) a l’època romana.

## Localització
Els pantans ocupen diferents àrees i indrets de la Terra:
- al llarg de la costes, formant maresmes.
- en àrees interiors o continentals, en terrenys endorreics, com a fase final d'un llac reblert o en procés d'extinció.
- a les valls fluvials, ocupant la part abandonada d'un riu, als antics meandres o a les lleres per la variació del cabal del riu a les regions semi-desèrtiques.[2]

## Aigua
Els pantans poden contenir aigua dolça o aigua salada, i els que són en àrees marítimes poden ser afectats per les marees. El volum d'aigua pot patir variacions estacionals. A les zones àrides les aigües presenten un alt grau de salinitat a causa de la forta evaporació.

### Pantans d'aigua dolça
Són pantans de terra endins connectats i dependents de les masses d'aigua de llacs i rius, molt variables en el seu nivell per causa de la poca pluja o les inundacions temporals.

### Pantans d'aigua salada
Són pantans que s'allarguen resseguint les àrees costaneres. L'aigua d'aquests pantans sovint pateix canvis en el grau de salinitat depenent de les aportacions continentals d'aigua dolça i de les marees.

## Vegetació
La vegetació dels pantans s'adapta a les condicions, sovint variables, de salinitat, evaporació i dessecació. Tanmateix la vegetació pot ser densa i atènyer una altura important, incloent arbusts i arbres.